# مینا (درگز)
مینا (درگز)، روستایی از توابع بخش چاپشلو شهرستان درگز در استان خراسان رضوی ایران است.

## جمعیت
این روستا در دهستان قره باشلو قرار دارد و براساس سرشماری مرکز آمار ایران در سال ۱۳۸۵، جمعیت آن ۱۷۶ نفر (۴۲خانوار) بوده‌است.
در فاصله 17 کیلومتری جنوب غربی درگز واقع شده است .
مردم آن به زبان کرمانجی صحبت می کنند .